# East Imperial Soft
East Imperial Soft — компания, занимающаяся разработкой программного обеспечения для восстановления данных в операционной системе Windows.

## Деятельность
Компания East Imperial Soft разрабатывает программы, которые помогают пользователю находить и восстанавливать удаленные, утерянные и поврежденные файлы всех форматов. Применимы для домашнего использования, корпоративных и профессиональных пользователей. В список программного обеспечения компании входит: Magic Partition Recovery, Magic RAID Recovery, Magic Data Recovery Pack, Magic Browser Recovery, Magic Uneraser, Magic Photo Recovery, Magic NTFS Recovery, Magic FAT Recovery, Magic Mac Recovery, Magic Linux Recovery, Magic Office Recovery, Magic Word Recovery, Magic Excel Recovery. Утилиты имеют упрощенный дизайн и понятный интерфейс и могут быть использованы без каких-либо технических знаний и навыков.

## Продукция
- Magic Partition Recovery — программа для восстановления информации с отформатированных, испорченных и недоступных жестких дисков, а также восстановления удаленных разделов.
- Magic RAID Recovery — программа для восстановления данных с поврежденных RAID-массивов в широком спектре решений NAS, DAS и RAID.
- Magic Browser Recovery — программа для восстановления информации с любых веб-браузеров.
- Magic NTFS Recovery - программа для восстановления информации с поврежденных, отформатированных, испорченных и недоступных NTFS разделов.
- Magic FAT Recovery - программа для восстановления удаленных файлов и папок с нечитаемых, удаленных и недоступных FAT/exFAT дисков.
- Magic Mac Recovery - программа для восстановления удаленных файлов, папок и разделов на дисках, используемых в macOS.
- Magic Linux Recovery - программа для восстановления утерянных файлов и исправления ошибок логической структуры дисков Linux и Unix.
- Magic Office Recovery - программа для восстановления документов Microsoft Office с отформатированных, поврежденных и нечитаемых носителей .
- Magic Word Recovery - программа для восстановления документов Microsoft Word и OpenOffice с удаленных, поврежденных и недоступных носителей.
- Magic Excel Recovery - программа для восстановления таблиц Microsoft Excel и OpenOffice с отформатированных, поврежденных и недоступных дисков.